# El Espinal, Santiago Tuxtla
El Espinal är en ort i Mexiko.   Den ligger i kommunen Santiago Tuxtla och delstaten Veracruz, i den sydöstra delen av landet, 400 km öster om huvudstaden Mexico City. El Espinal ligger 9 meter över havet och antalet invånare är 240.
Terrängen runt El Espinal är mycket platt, och sluttar västerut. Runt El Espinal är det ganska tätbefolkat, med 70 invånare per kvadratkilometer. Närmaste större samhälle är Angel R. Cabadas, 19,3 km norr om El Espinal. Omgivningarna runt El Espinal är en mosaik av jordbruksmark och naturlig växtlighet.